# Американски сокол джудже
Американският сокол джудже (Spiziapteryx circumcincta) е вид птица от семейство Соколови (Falconidae), единствен представител на род Spiziapteryx.

## Разпространение и местообитание
Разпространен е в Аржентина, Боливия, Парагвай и Уругвай.